# Dos policies rebels 2
Dos policies rebels 2 (títol original:  Bad Boys 2) és una pel·lícula estatunidenca dirigida per Michael Bay i estrenada l'any 2003. És la continuació de Bad Boys del mateix director, estrenada l'any 1995. Ha estat doblada al català.

## Argument

poster de la pel·lícula

Johnny Tapia és un poderós baró de la droga a Miami. Fa circular les seves píndoles de extasy a les sales més selectes, dirigides pels russos i sobre les quals desitja ficar la mà.
Des de la seva última investigació, Mike Lowrey i Marcus Burnett compleixen missions sense història, fins al dia que Mike dispara accidentalment al cul de Marcus. Aquest últim sent la humiliació i la molèstia de continuar fent equip amb un home que comença a considerar irresponsable i immadur. Pren doncs la decisió de traslladar-se… Esperant, Marcus rep la visita de la seva germana Syd. Aquesta és de fet agent de la DEA, a Miami per atrapar Johnny Tapia fent d'agents dobles en una operació de blanqueig de diners.
Després d'una carrera-persecució en la qual Marcus i Mike es troben accidentalment barrejats, Marcus descobreix la veritat sobre la seva germana Syd i decideix ajudar-la amb la finalitat de vèncer Johnny Tapia, conegut per ser intocable per la justícia.
Però l'amistat dels dos homes podria quedar compromesa quan Marcus descobreix la connexió entre Mike i Syd…

## Repartiment
- Will Smith: Mike Lowrey
- Martin Lawrence: Marcus Burnett
- Jordi Mollà: Hector Juan Carlos "Johnny" Tapia
- Gabrielle Union: Syd Burnett
- Peter Stormare: Alexei
- Theresa Randle: Theresa Burnett
- Joe Pantoliano: capità Howard
- Michael Shannon: Floyd Poteet
- Otto Sanchez: Carlos
- Yul Vazquez: Matteo Reyes
- Jason Manuel Olazabal: Marco Vargas
- Antoni Corone: agent de la DEA Tony Dodd
- Tim Powell: agent de la DEA Jack Snell
- Jon Seda: Roberto
- Oleg Taktarov: Josef Kuninskavich
- Dave Corey: agent de l'FBI Eames
- Dan Marino: ell mateix
- Michael Bay: el conductor del cotxe que Mike rebutja requisar
- Megan Fox: la noia en biquini que balla sota la cascada (no surt als crèdits)

## Producció

### Gènesi i desenvolupament
Jerry Bruckheimer, ja productor del primer film, explica l'entusiasme que ha envoltat aquests retrobades: « Tot l'equip somiava de trobar-se, de submergir-se en l'univers que Martin i Will havien fet néixer. Però les feines els havien sobrecarregat. Cada vegada que es creuaven, es parlava del projecte però sempre per a rebutjar-ho.
Per preparar el film i els personatges, Michael Bay es va envoltar de consellers experimentats entre els quals Harry Humphries, que ja havia estat consultat sobre Rock, i William Erfurth, antic responsable de la unitat de lluita contra les drogues a Miami. Els actors es van entrenar en l'ús de les armes i en els procediments dels serveis de lluita contra les traficants de droga.

### Repartiment dels papers
Gene Gabriel va fer una audició pel paper de Johnny Tapia.

### Rodatge
El rodatge ha durat més de quatre mesos. Va tenir lloc principalment a Miami, però també a Puerto Rico. Un poble va ser totalment construït per a les necessitats del film a la capital San Juan. D'altres escenes han estat rodades a Manatí i Arecibo. D'altra banda una seqüència es va rodar al port d'Amsterdam

## Crítica
- "Tan excessiva com llarga, 'Bad Boys 2' és un debilitant cas de "més és menys"[4]
- "Simplement igual que 'Bad Boys', només que més sorollosa, més llarga i amb els estels millor pagats."[5]
- "Bad Boys II ho té tot. Tot és tan sorollós, ximple, violent, sexista, racista, misogin i homòfob que el productor Jerry Bruckheimer i el director Michael Bay poden pensar anar vomitant davant de la pantalla."[6]